# Nueva Arcadia
Nueva Arcadia est l'une des deux paroisses civiles de la municipalité de Pedro María Ureña dans l'État de Táchira au Venezuela. Sa capitale est Aguas Calientes.